# Munizip al-Dschabal al-Achdar
Al-Dschabal al-Achdar (arabisch الجبل الأخضر, DMG al-Ǧabal al-Aḫḍar, italienisch Gebel el-Achdar) ist ein Munizip (bis 1983 Gouvernement), das im Nordosten der Libysch-Arabischen Republik liegt. Die Hauptstadt von al-Dschabal al-Achdar ist die Stadt al-Baida.

## Geographie

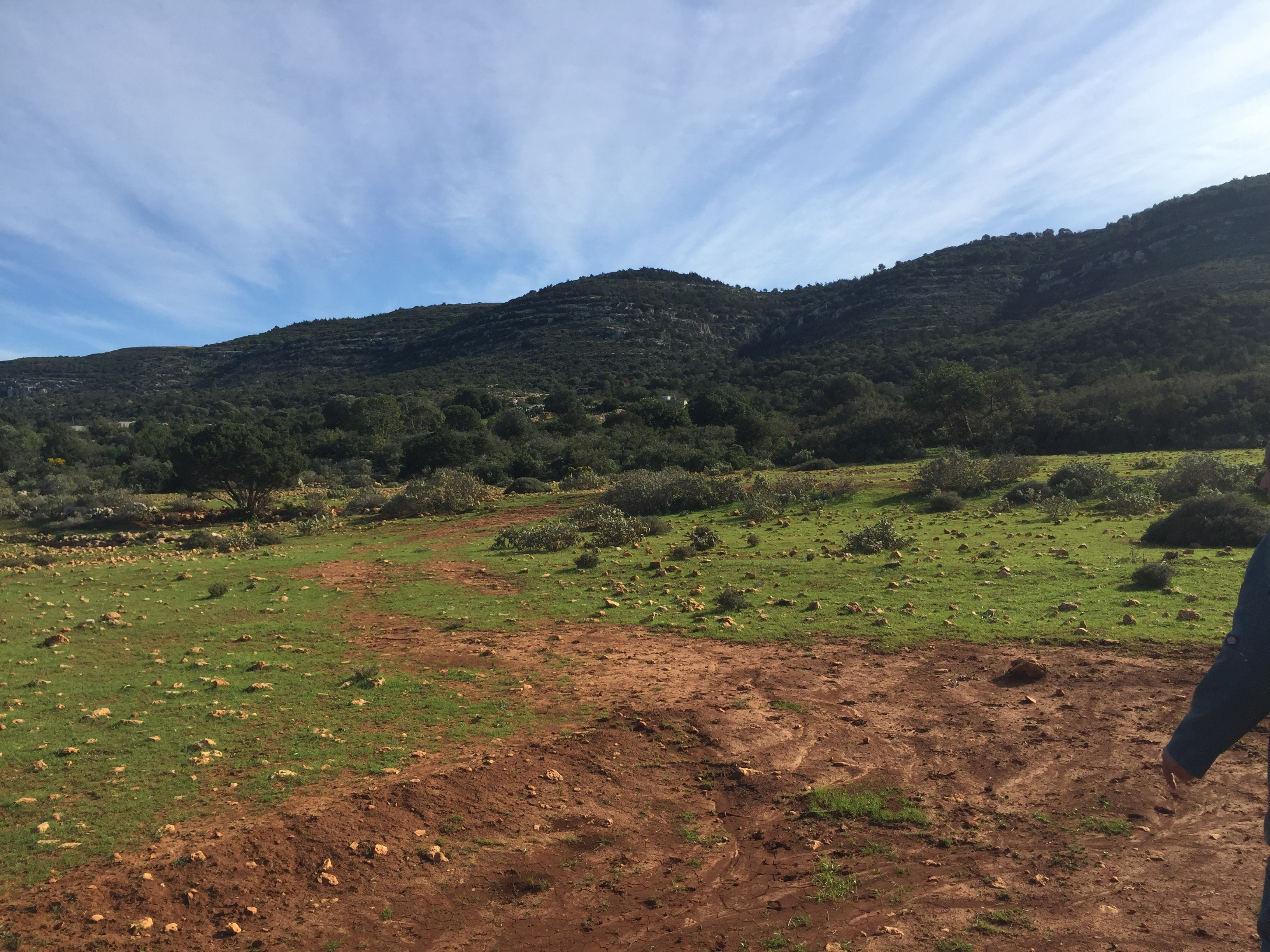
Landschaft um Ahqaf ar Ruzat

Der Name des Munizips leitet sich ab vom gleichnamigen Karstgebirge al-Dschabal al-Achdar.
Im gesamten Gebiet von al-Dschabal al-Achdar leben 217.674 Menschen (2010) auf einer Fläche von insgesamt 9.400 km². Im Norden grenzt das Munizip an das Mittelmeer, auf dem Land grenzt es an folgende Munizipien:
- Munizip Darna – Osten
- Munizip al-Wahat – Süden
- Munizip al-Mardsch – Westen

## Geschichte
Ruinen einer historischen Befestigung finden sich in Zawiet el Argub.